# 格朗方丹叙克勒斯
格朗方丹叙克勒斯（法語：Grandfontaine-sur-Creuse，法語發音：[ɡʁɑ̃fɔ̃tɛn syʁ kʁøz]）是法国杜省的一个市镇，位于该省中部，属于蓬塔利耶区。

## 地名
法语地名中介词“sur”（意为“在……上”）常接河名，译作“在……河畔”，但此处的“Creuse”并非克勒茲河，而是其法语本意“洼地”、“下陷区”，真正的克勒兹河位于法国中部的克勒兹省及安德尔省境内。

## 地理
格朗方丹叙克勒斯（47°11'34"N, 6°27'15"E）面积5.9 平方千米，位于法国勃艮第-弗朗什-孔泰大區杜省，该省份为法国东部内陆省份，北起上索恩省，西接汝拉省，东部及东南部与瑞士接壤，东北部与贝尔福地区省接壤。
与格朗方丹叙克勒斯接壤的市镇（或旧市镇、城区）包括：埃松、韦尔塞勒-维勒迪约勒康、隆日绍、弗朗日布什。
格朗方丹叙克勒斯的时区为UTC+01:00、UTC+02:00（夏令时）。

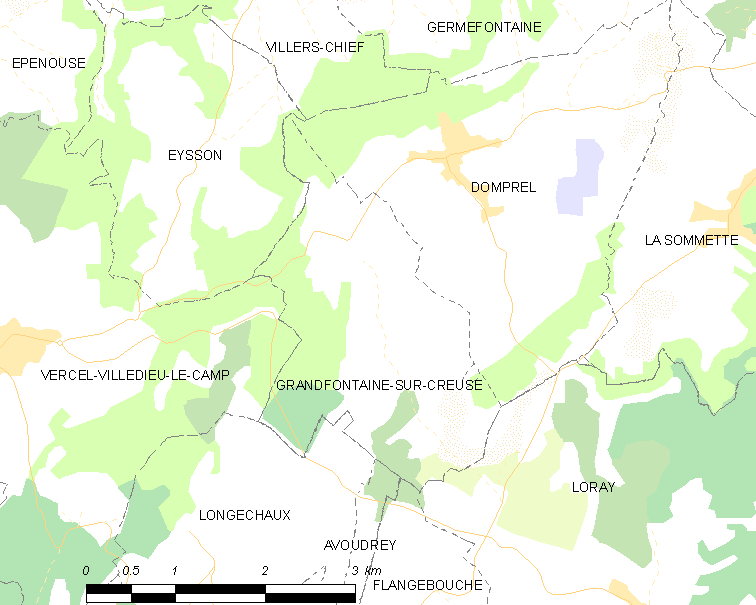
格朗方丹叙克勒斯的OSM定位图

## 行政
格朗方丹叙克勒斯的邮政编码为25510，INSEE市镇编码为25289。

## 政治
格朗方丹叙克勒斯所属的省级选区为瓦尔达翁县。

## 交通
杜省省道D32线和D470线在市中心交汇。

## 人口

1962-2008年间格朗方丹叙克勒斯人口变化图示

格朗方丹叙克勒斯于2022年1月1日时的人口数量为73人。